# Cariofilè
El cariofilè o (-)-β-cariofilè és un hidrocarbur alifàtic, bicíclic, volàtil i d'origen orgànic. Pertany a la categoria dels terpens, més concretament als sesquiterpens. La seva estructura conté un anell de ciclobutà, fet que és una raresa en la natura. El cariofilè té per isòmers l'Isocariofilè i l'α-Humulè (abans α-Cariofilè).
La font natural més abundant de cariofilè és l'arbre de clau, Eugenia caryophyllata, però aquest compost també és constituent de nombrosos olis essencials de plantes, tals com el romaní, la marihuana, l'orenga i el basilisc. Juga papers importants en les interaccions químiques entre insectes i plantes, i és un sesquiterpè molt rellevant en química atmosfèrica, ja que la seva oxidació és una important font d'aerosols orgànics secundaris. També s'ha observat que té una funció com a anestèsic local en proves fetes en conills i rates.

## Història
El cariofilè es coneix des de 1834, i es va descobrir a partir dels olis essencials de clau, tot i que el material obtingut era una barreja de cis-cariofilè i trans-cariofilè amb α-humulè. El 1892, Wallach i Walker van ser capaços de caracteritzar el trans-cariofilè. Extensos estudis degradatius duts a terme durant els 60 anys següents van aconseguir definir l'estructura del cariofilè. E.J. Corey va aconseguir la primera síntesi total de Cariofilè, l'any 1964.

## Metabolisme i derivats
L'òxid d'hidroxicirofilena-14 (C15H24O₂) es va aïllar de l'orina dels conills tractats amb (-) - cariofil·lena (C15H24). S'ha informat de l'estructura de cristalls de raigs X del hidroxicariofilena-14 (com a derivat de l'acetat).
El metabolisme de la cariofil·lina avança mitjançant (-) - òxid de cariofilena (C15H24O), ja que aquest últim compost també proporcionava hidroxicariofilena-14 (C15H24O) com a metabolit.
Cariofil·lena (C15H24) → òxid de cariofil·lena (C15H24O) → 14-hidroxicariofil·lena (C15H24O) → òxid de hidroxicariofilena-14 (C15H24O₂).
Òxid de cariofilena, en què el grup alcènic de la cariofil·lina s'ha convertit en un epoxid, és el component responsable de la identificació del Cànnabis per part dels gossos que fan les drogues i també és un aromatitzant alimentari aprovat.

## Fonts naturals

Biosintesis del cariofilè